# Myndus vanschuytbroecki
Myndus vanschuytbroecki är en insektsart som först beskrevs av Synave 1963.  Myndus vanschuytbroecki ingår i släktet Myndus och familjen kilstritar. Inga underarter finns listade i Catalogue of Life.